# La Pochota, Veracruz
La Pochota är en ort i Mexiko.   Den ligger i kommunen Tezonapa och delstaten Veracruz, i den sydöstra delen av landet, 270 km öster om huvudstaden Mexico City. La Pochota ligger 210 meter över havet och antalet invånare är 106.
Terrängen runt La Pochota är varierad. Runt La Pochota är det ganska tätbefolkat, med 100 invånare per kvadratkilometer. Närmaste större samhälle är Cosolapa, 1,5 km nordost om La Pochota. Trakten runt La Pochota består till största delen av jordbruksmark.